# Кеннинг
Ке́ннинг (исл. kenning) — разновидность метафоры, характерная для скальдической поэзии, а также для англосаксонской и кельтской. Принципы построения кеннингов и многочисленные примеры можно найти в Младшей Эдде.
Кеннинг представляет собой описательное поэтическое выражение, состоящее как минимум из двух существительных и применяемое для замены обычного названия какого-либо предмета или персоны. Пример: «сын Одина» — Тор, «вепрь волн» — корабль, «волк пчёл» (то есть Беовульф) — медведь.
Кеннинги могут быть составными, например «ясень бури мечей» (буря мечей — битва, ясень битвы — воин). Встречаются также очень сложные многосоставные кеннинги, такие как «липа пламени земли оленей заливов» («олень заливов» — корабль, «земля кораблей» — море, «пламя моря» — золото, «липа золота» — женщина). Самый длинный скальдический кеннинг — «метатель змеев метели Мист месяца балки зыби» — принадлежит Торду, сыну Сьярека. (Балка зыби — корабль, месяц корабля — щит, Мист — имя одной из валькирий, метель Мист — битва, змей битвы — копьё. Всё вместе — муж, то есть Торальв.)